# Szászkabánya

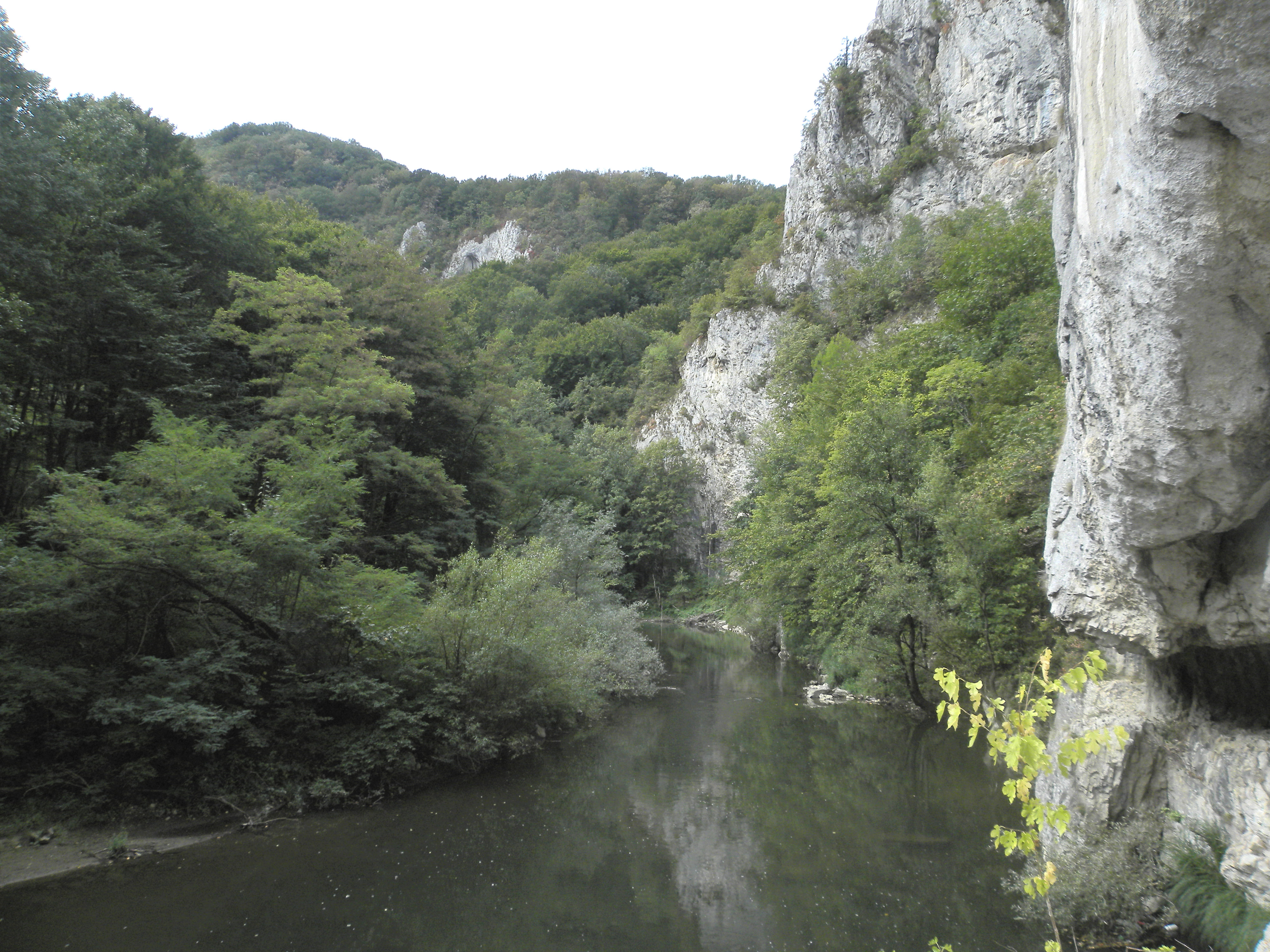
A Malomvölgy

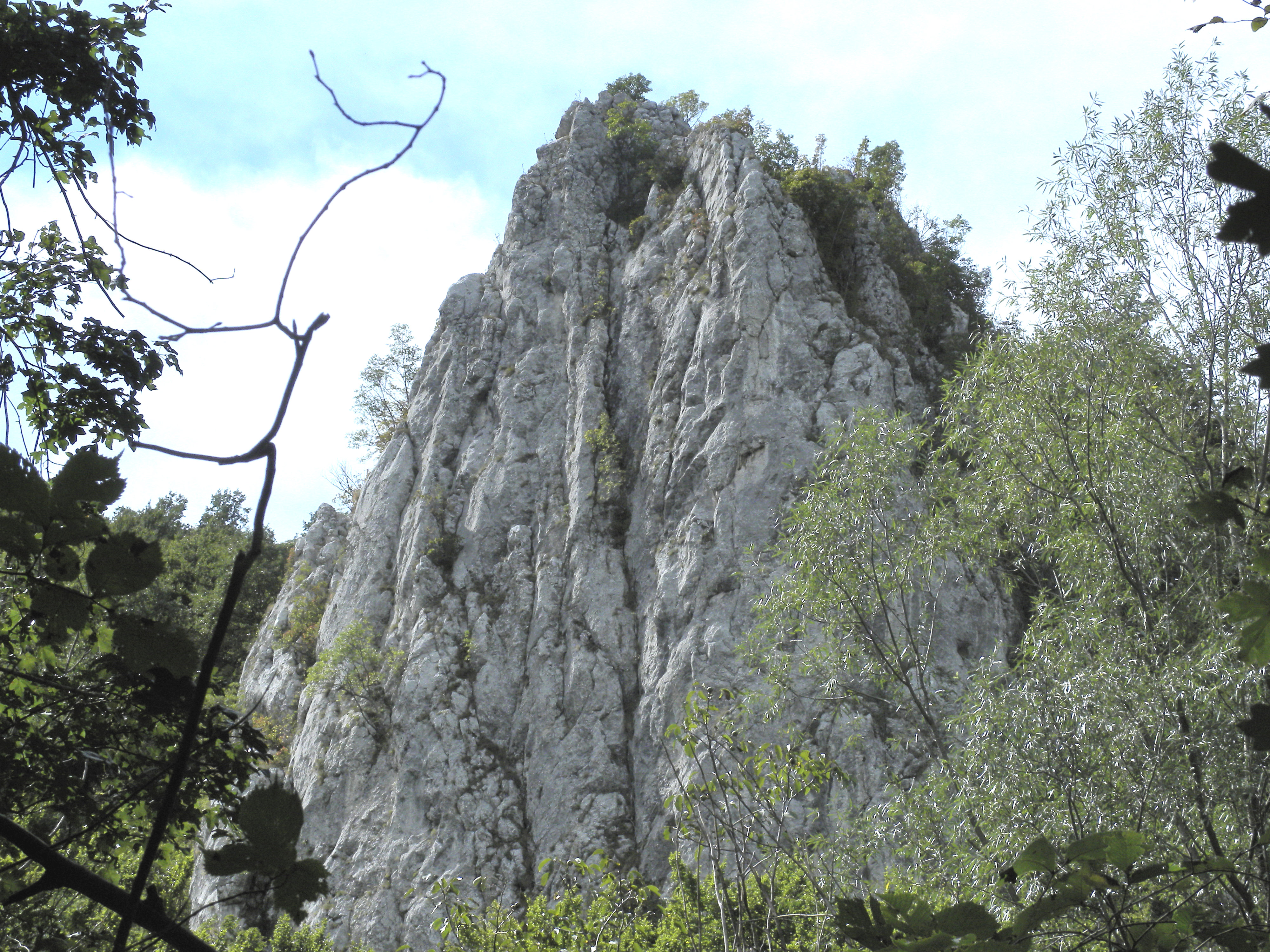

Szászkabánya (Németszászka, románul: Sasca Montană, németül: Deutsch-Saszka) falu Romániában, a Bánságban, Krassó-Szörény megyében.

## Fekvése
Oravicabányától 30 km-re délre, Néra bal partján, a Lokva-hegység lábánál fekszik, három kilométer hosszan.

## Története
A rómaiak vasat bányásztak és olvasztottak területén. A mai települést 1719-ben tiroli, bajor és a Rajna mellékéről származó német bányászok alapították. Ezután indult meg a határában található rézérctelepek módszeres kitermelése. Az 1737–1738-as osztrák-török háborúban ipari létesítményei elpusztultak. 1740-ben újabb német telepesek érkeztek, 1746 és 1755 között három új kohó épült. A réz mellett vasat is bányásztak. 1750-ben lett önálló római katolikus plébánia és
1754-ben kapott önálló bányahivatalt. Az 1760-as évek tekinthetők a település aranykorának. Ekkor évi 3-4000 mázsás kitermelésével és 12 olvasztókemencéjével Oravica után a második legnagyobb rézbányász és -kohász központ volt a Bánátban. A bányászathoz és kohászathoz kapcsolódó melléktevékenységek (favágás, szénégetés, fuvarozás) végzéséhez eredetileg Olténiából, a mai Gorj és Mehedinți megyéből származó románok, úgynevezett bufánok költöztek a településre és hoztak létre falvakat a környéken. 1769-ben 359 bufán munkás dolgozott a bányák mellett. 1773-ban II. József látogatta meg. A 18. század végére Szászkabánya nagyjából elérte mai kiterjedését. Az 1787–1788-as török hadjárat idején azonban ismét elpusztult, és többé sohasem nyerte vissza korábbi jelentőségét. A termelés a töredékére esett vissza.
1793-ban, a vízelvezetés nehézségei miatt felhagyták az Anastasia, a Jacob Phillip és a Lobkowitz bányákat. 1817-ben, I. Ferenc látogatása alkalmával lakói vásárjogot kértek tőle. Az uralkodó azonban csak 1834-ben adott ki szabadalmat heti és kétéves vásár megtartására (július 11-én és szeptember 20-án), ez az irat is elfeledve pihent 1856-ig, csak akkor fedezték fel és tették át a gyakorlatba. 1828-ban felnőtt férfilakosságából jogállás szerint 522 volt házas zsellér, 43 kézműves, 30 házatlan zsellér és 10 szolga. Egy részvénytársaság 1847-ben, Ciril Marquard mérnök irányításával elkezdte egy vasöntöde építését a Néra partján, a mai erdészet helyén, de az 1848–49-es polgárháború miatt a vállalkozás félbemaradt. 1848-ban Axente Bojincát, a királyi tábla ifjú jegyzőjét választotta képviselőjének a pesti országgyűlésbe. Augusztus 28-án hajnalban Asbóth Lajos őrnagy itt verte szét az Újmoldovát felégető  szerb felkelők táborát. A Bem seregében szolgáló Wass Pál honvédszázados 1849-ben így írt a településről: „Szászka peniglen egy hosszan kinyúlt nagy helység és csudálatos módra fekszik igen hosszas, magos, de szoros két hegyek között. Itten több rézbányák vagynak, és rézolvasztó nagy kemencék mindig munkában.”
1850 és 1855 között kerületi székhely volt, akkor azonban gr. Bisinger közbenjárására Jámra helyezték át a kerület székhelyét. Ugyanazon évben a bányák többsége és határából 15 490 hektár (melyből 11 267 erdő) az Osztrák Államvasút-Társaság kezelésébe került. Ekkor még 611 állandó munkás dolgozott a bányáknál és a kohóknál. A társaság csökkentette a kitermelést, a vasútvonalak elkerülték, és 1877-ben bányahivatalát is elhelyezték. Bányászai jórészt Aninára, Steierdorfba, Resicára vagy Németországba költöztek. 1879-ben két rézkohójában még huszonketten, piritbányájában 146-an dolgoztak. Krassó, 1880-tól Krassó-Szörény vármegye jámi járásában feküdt, de a járásbíróságot itt állították föl. Választókerületét 1861 és 1887 között Vincențiu Babeș képviselte az országgyűlésen. 1878-ban gyógyszertárat nyitottak benne. 1894-ben még egy mangánbánya működött közelében, tizenkét bányásszal. Utolsó bányája 1905-ben zárt be.
A helyi bufánok nem házasodtak össze a szászkaiakkal, akiket frătuț-nak csúfoltak, és akik a 20. század elején polgárosult viseletük és sötétebb bőrszínük miatt hol mint németeket, hol mint cigányokat gúnyolták őket.
1933-ban egy időre visszakapta járási székhelyi rangját. 1943-ban a Néra partján kényszermunkatábort állítottak föl. A tábor zsidó lakói építették fel a Néra vashídját. Az állam 1973-ban újrakezdte a bányászatot, és az 1998-ig tartó huszonöt évben 1736 millió tonna rézércet termelt ki, amiből 13 356 tonna rezet vontak ki. A település bejárata előtt háromszáz méterrel flotálóművet építettek. Innen a tisztított réz Zalatnára vagy Nagybányára került, és ott állítottak elő belőle elektrolitikus rezet.

## Lakossága
- 1842-ben 1525 ortodox és 988 római katolikus lakosa volt.[9]
- 1900-ban 2581 lakosából 1958 volt román, 533 német és 48 magyar anyanyelvű; 1987 ortodox és 577 római katolikus vallású. 48%-uk tudott írni–olvasni, a nem magyar anyanyelvűek 2%-a beszélt magyarul.
- 2002-ben 587 lakosából 559 román, 8 német és 8 magyar nemzetiségű; 528 ortodox, 34 baptista és 23 római katolikus vallású.

## Látnivalók

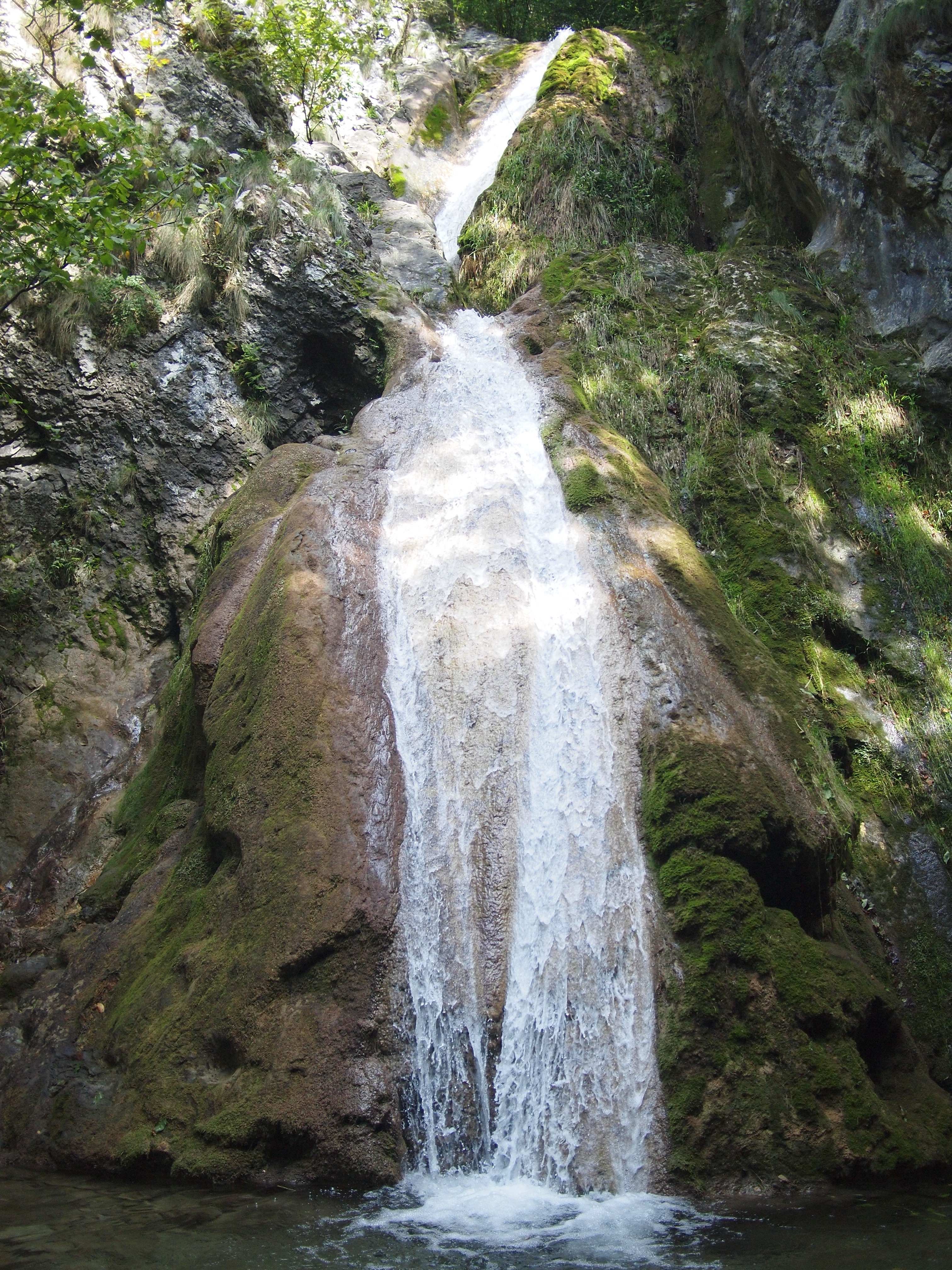
A Malomvölgy vízesése

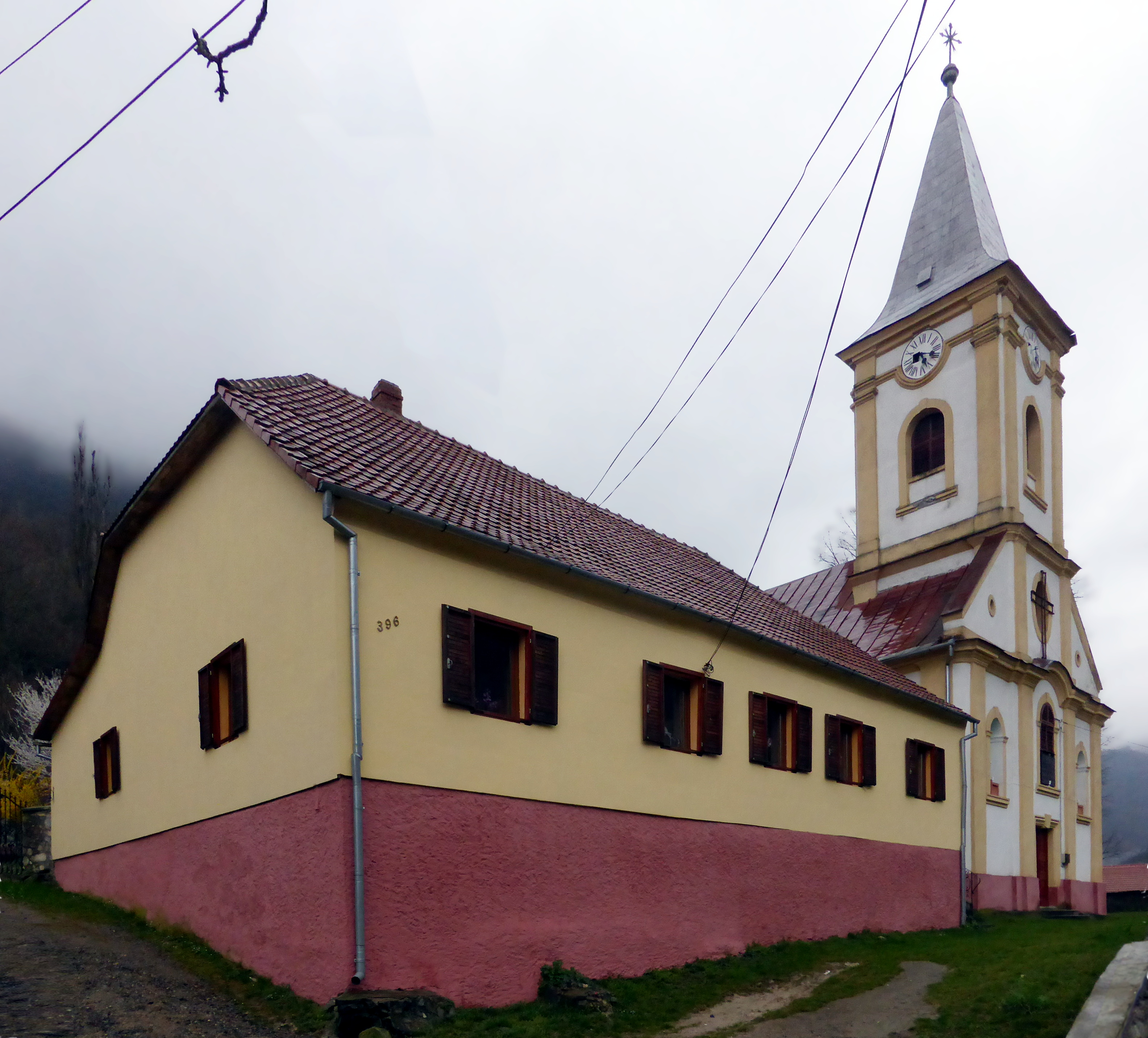
Római katolikus templom

- A Malomvölgy (Cheile Șușarei) a Néra-Beusnicai Nemzeti Parkhoz tartozik. Területe 248 hektár. A bővízű Șușara-patak mészkőszurdoka, két oldalán meredek sziklafalakkal, vízeséssel, barlangokkal, karsztforrásokkal. Környékét kőrises-égeres erdő borítja. Védett növényei a bánáti bazsarózsa, a bánáti szegfű, a szúrós csodabogyó, a kardvirág, a pázsitos nőszirom és a vadrózsa egy csak itt honos alfaja. Az állatok közül a medve, a hiúz, skorpió, a szarvas vipera és a lábatlan gyík colchicus alfaja található meg. A szurdok fölfelé 50 perc alatt bejárható. A 19. század második felében városi polgárok vásároltak malmot vagy építettek üdülőt a patakvölgy alsó részén. A települést ekkor "bánáti Aussee"-nek kezdték nevezni. A ma is álló turistaház 1855-ben épült.
- Victor Tăutu falumúzeuma.
- Római katolikus temploma 1771-ben épült, 1862-ben átalakították. 1900 körülig zarándokhely volt. A templom mögötti Kis-Kálvária hegyen, erdeifenyők között 1846 óta áll a négy méter magas, öntöttvasból készített és gótikus elemekkel díszített „bányászkereszt”. A bányászok nagypénteken vagy húsvétkor és Szent Borbála napján virágokat tettek a tövébe, ezzel emlékeztek eltűnt kollégáikra és kérték a szentek védelmét.
- Ortodox temploma 1771 és 1778 között épült. 1832-ben leégett, belsejét 1851–1852-ben Dimitrie Turcu oravicai festő festette ki.
- 1994-ben ortodox apácakolostort alapítottak határában. A nővérek gyógyítással foglalkoznak.

## Híres emberek
- Az 1980-as években, geológusként itt dolgozott Emil Constantinescu későbbi köztársasági elnök.